# Khúc hát ân tình
Khúc hát ân tình (tên khác: Duyên Bắc tình Nam) là một ca khúc của nhạc sĩ Xuân Tiên, được ông viết vào năm 1958. Đây là một trong những ca khúc được xem là nhiều người biết đến nhất của ông, ngoài các bài hát như "Hận Đồ Bàn", "Duyên tình", "Về dưới mái nhà", "Mong chờ".

## Hoàn cảnh ra đời
Theo nhạc sĩ Xuân Tiên, sau cuộc di cư vào Nam năm 1954, hàng triệu người miền Bắc đã xem miền Nam là quê hương của mình. Có nhiều mối tình kẻ Nam người Bắc và có nhiều sự kỳ thị cho cả hai miền. Vì vậy, ông đã cho viết bài hát "Khúc hát ân tình" như là một lời kêu gọi mọi người con của đất nước hãy sống thân ái với nhau và ca ngợi tình yêu không phân biệt Nam – Bắc.
"Khúc hát ân tình" do Xuân Tiên và Song Hương viết chung đã được nhà xuất bản Tinh Hoa Miền Nam xuất bản lần đầu vào năm 1958 và đã được tái bản khá nhiều lần. Nội dung bài hát mang âm hưởng dân ca Bắc Bộ, do Tuyết Mai và Thanh Thoại trình bày trước 1975. Bài hát đã từng bị cấm ở Việt Nam một thời gian do lời ca và cho đến năm 2014 được lưu hành trở lại nhưng không bị sửa một câu từ nào trong bài hát gốc.

## Nội dung
Bài hát viết theo làn điệu dân ca Bắc Bộ, nói về mối tình của đôi trai gái ở hai miền. 
Người từ là từ phương Bắc, đã qua dòng sông sông dài

Tìm đến nơi này một nhà thân ái...

Ơ! Tình Bắc duyên Nam là duyên

Tình chung muôn đời ta đắp xây...

## Ca sĩ thể hiện
Bài hát đã được một số ca sĩ trình bày, như Phương Dung, Cẩm Ly, Hà Phương.
Ca khúc đã được Minh Tuyết, Hà Phương, Như Quỳnh, Hạ Vy trình diễn trong chương trình Paris By Night 83 và Hà Thanh Xuân trình diễn trong chương trình Asia 67.

### Chú thich
1. ↑  Song Hương là bút danh của nhà văn Thanh Nam.